# دلفین ایر
دلفین ایر (به انگلیسی: Dolphin Air) یک شرکت هواپیمایی با کد یاتا ZD است که در تاریخ ۱۹۹۶ میلادی تأسیس شده است. دفتر مرکزی دلفین ایر در دبی، امارات متحده عربی واقع شده‌است.